# Йошаничка-Баня
Йошаничка-Баня (серб. Јошаничка Бања) — город в Сербии в общине Рашка, Рашский округ. Согласно переписи 2011 года, население составляло 1036 человек.
Город располагается в 245 километрах от Белграда и 74 километрах от Кралева.